# Gilgal

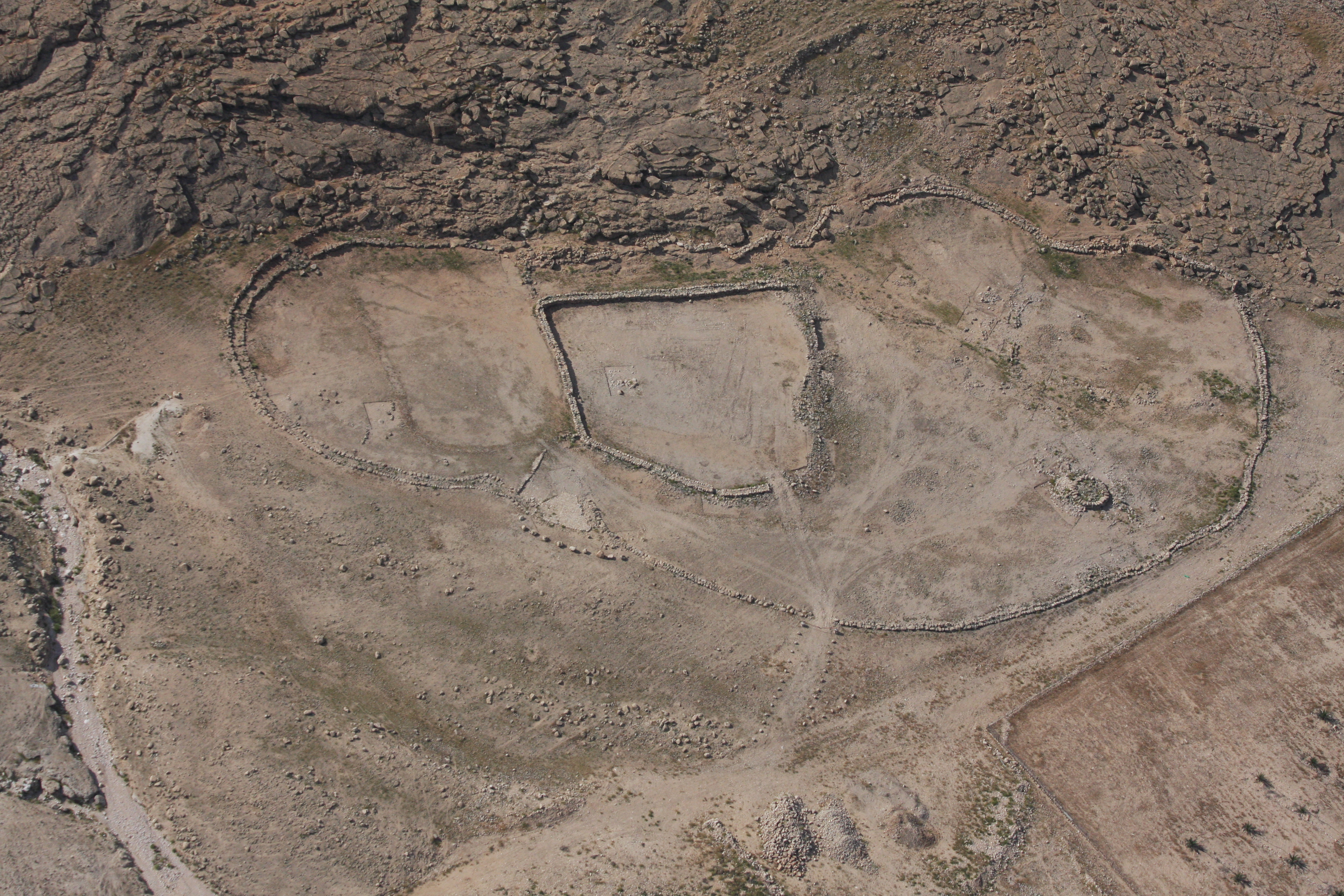
Gilgal Argaman próximo ao moshav e assentamento israelita de Argaman no Vale do Jorão, foi descoberto por Adam Zertal

Gilgal (em hebraico: גִּלְגָּל, transl. Gilgāl ), é o nome de um ou mais lugares na bíblia hebraica. É mencionado 39 vezes, em particular no Livro de Josué como o lugar onde os israelitas acamparam após atravessar o Rio Jordão (Josué 4:19 - 5:12).
Na bíblia, está intimamente associado com a ideia da relação especial de Israel com Deus.

## Gilgal associada com Josué

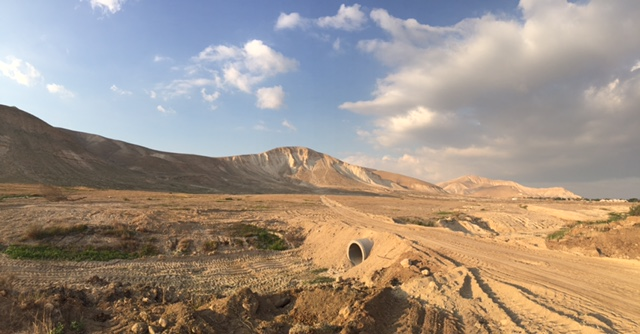
Gilgal, aonde Josué e os israelitas acamparam ao chegar na Terra Prometida

Quando Josué conduziu o povo para a terra prometida, eles construíram um memorial em Gilgal (Josué 4:19-20). No mesmo lugar, os filhos de Israel foram circuncidados para mostrar que estavam deixando para trás toda a influência corrupta do Egito (Josué 5:1-9). O povo ficou em Gilgal para celebrar a primeira Páscoa na nova terra (Josué 5:10), e mais tarde vieram juntos a esse lugar para dividir a terra que Deus lhes havia dado (Josué 14:6). Gilgal, como Betel, representava a presença de Deus entre os israelitas. Gilgal é o lugar da Aliança, é o lugar de formação de profetas.
O primeiro lugar do acampamento Israelita após a travessia do Rio Jordão . Ele também foi um lugar de sacrificios (I Sam. 10:8, 11:15, 15:12).

## Gilgal associada com Elias e Eliseu
No Livro dos Reis, "Gilgal" é mencionada como a casa de vários profetas. O texto afirma que Elias e Eliseu foram até lá quando eles desceram a Betel de Gilgal (2 Reis 2:1–2), sugerindo que o lugar estava nas proximidades de Betel e, portanto, em uma região montanhosa, que é um pouco diferente do lugar associado com Josué. Uma vez que "Gilgal" significa literalmente "círculo de pedras eretas", é bastante plausível que possa ter havido mais de um lugar chamado Gilgal, e, embora existam opiniões divergentes, é comumente considerada como sendo lugar diferente daquele envolvido com Josué.

## Atualidade
Atualmente existem duas localidades com o nome Gilgal em Israel, sendo um o kibbutz Gilgal e outro que a arqueologia confirma se tratar do Gilgal bíblico, próximo a Petzael. Neste local está sendo construído um pólo turístico desde 2016 sob administração de um grupo empresarial de mesmo nome em Israel.

## Ligaçõesexternas
Enciclopédia Judaica (eng)